# スジャータめいらくグループ

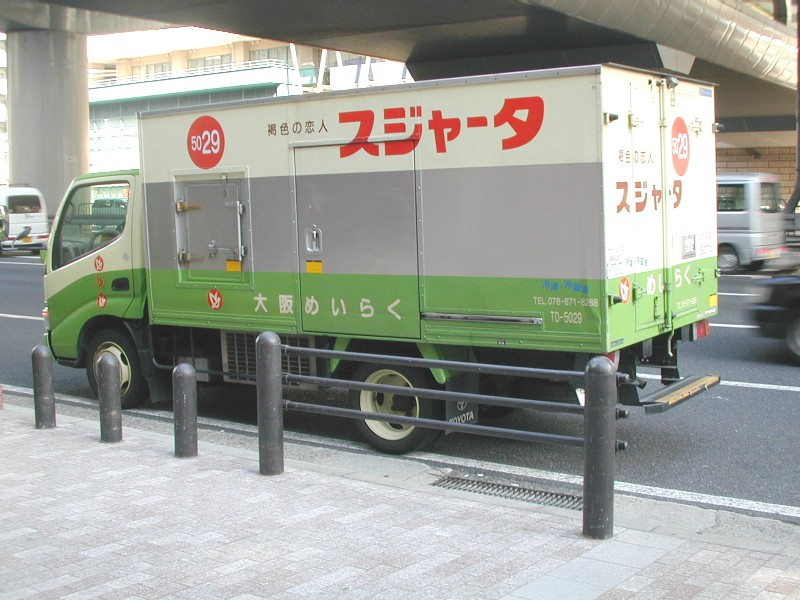
スジャータのトラック

スジャータめいらくグループは、スジャータめいらく株式会社を持株会社とする次の会社（名古屋製酪株式会社、株式会社東京めいらく、株式会社大阪めいらく、株式会社九州めいらく、株式会社ラトリア、株式会社めいらくコーポレーション、日照名酪食品有限公司、メイラク・ド・ブラジル食品輸出入有限会社、日照名酪貿易有限公司）による企業グループ。
コーポレートスローガンは、「おいしさは、しあわせ。」。

## 概説
コーヒーフレッシュ、チルドスープでは、販売シェア第1位（2009年（平成21年））である。また、豆乳類や低果汁入清涼飲料水も販売シェア上位となっている。スジャータのイメージが強いが、多岐にわたる乳製品を中心とした食品の開発、製造、販売を行っている。

## 社訓
- 「報恩・奉仕・繁栄」

## 事業内容
一般家庭向けの食品を製造直販
- 取引先

スーパー、コンビニ、食料品店、ドラッグストアなど
- 主な取扱い商品

スジャータ、ホイップクリーム、コーンポタージュ、果汁飲料、カップ飲料、豆乳、レギュラーコーヒー、 アイスコーヒーなど
外食産業向けの食品を製造直販
- 取引先

ホテル、レストラン、喫茶店、洋菓子店、ファーストフード店など
- 主な取扱い商品

牛乳、コーヒーフレッシュ、ホイップクリーム、アイスクリーム、レギュラーコーヒー、 シルクアイス、洋菓子、調理加工食品など

## グループ企業

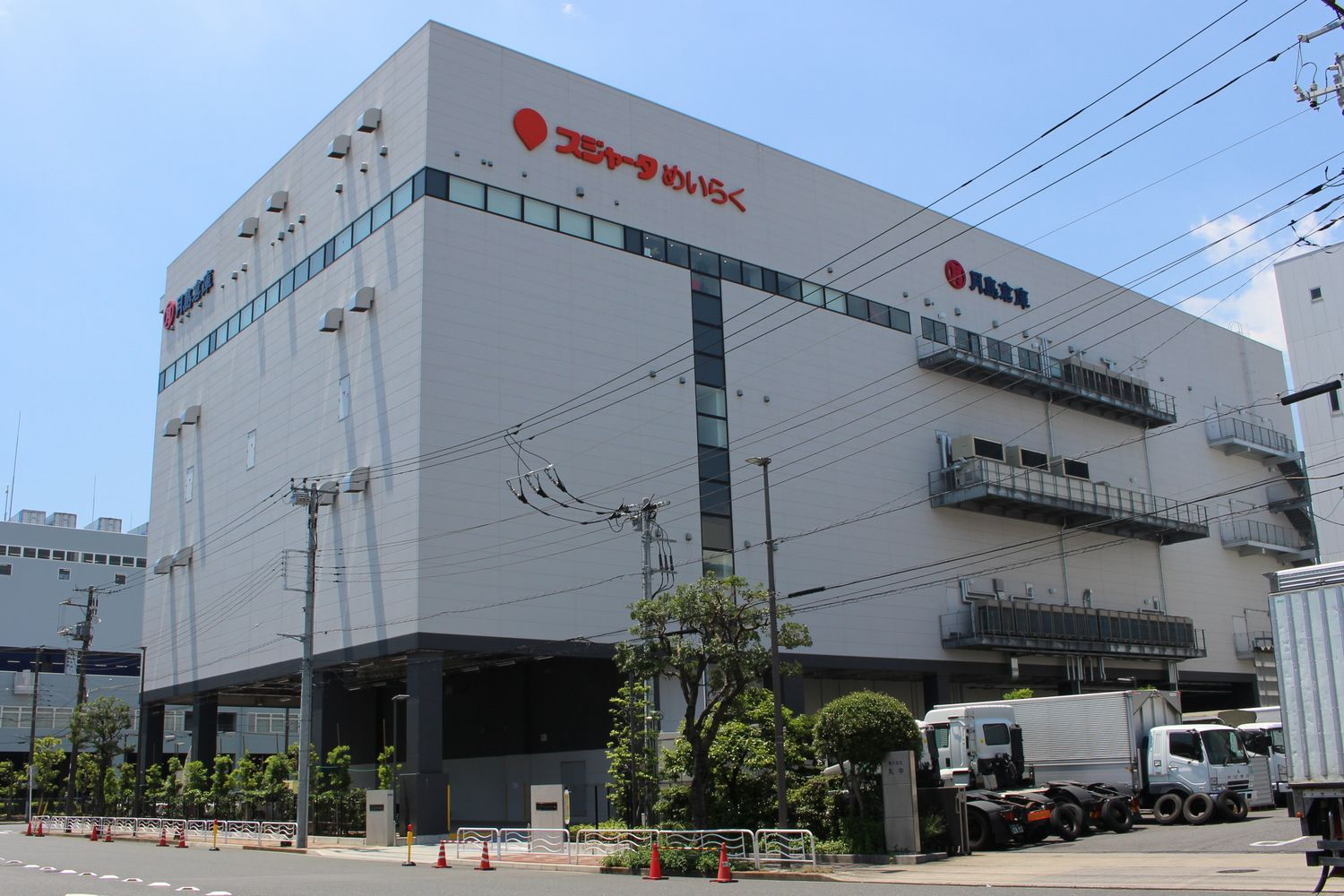
株式会社東京めいらく(2022年5月)

スジャータめいらく株式会社（持株会社）
本社：愛知県名古屋市天白区中砂町310番地（〒468-8588）
名古屋製酪株式会社
本社：愛知県名古屋市天白区中砂町310番地（スジャータめいらく株式会社本社内・〒468-8588）
株式会社東京めいらく
東京都江東区東雲2-12-26（〒135-0062）
株式会社大阪めいらく
大阪府大阪市淀川区宮原3-5-24（新大阪第一生命ビル・〒532-0003）
株式会社九州めいらく
福岡県糟屋郡宇美町大字井野304-7（〒811-2104）
株式会社ラトリア
愛知県名古屋市天白区中砂町310番地（スジャータめいらく株式会社本社内・〒468-8588）
株式会社めいらくコーポレーション
愛知県名古屋市天白区中砂町310番地（スジャータめいらく株式会社本社内・〒468-8588）
日照名酪食品有限公司
中国山東省日照市開発区上海路603号（〒276826）
日照名酪貿易有限公司　上海分公司
中国上海市静安区霊石路721号 楽平方611（〒200072）
MEIRAKU DO BRASIL
AV.BOSQUE DA SAUDE, 399 SAUDE,SAO PAULO,SP,BRAZIL（〒04142-090）

## 沿革
- 1946年（昭和21年）12月 - 創業者・日比孝吉が静岡県浜松市で行商、露天商を開始
- 1948年（昭和23年）3月 - 名古屋市に日吉屋を開店
- 1952年（昭和27年）12月19日 - 名古屋製酪株式会社を設立
- 1965年（昭和40年） - 天白工場（現 本社工場）稼働開始
- 1968年（昭和43年） - 製菓部門として、株式会社ラトリアを設立
- 1970年（昭和45年） - ビンから紙パック容器に全面切替
- 1972年（昭和47年） - ラトリア「そばかすていら」発売
- 1975年（昭和50年） - 株式会社東京めいらくを設立
- 1976年（昭和51年）3月23日 - 「褐色の恋人 スジャータ」を発売
- 1977年（昭和52年）
  - 株式会社大阪めいらくを設立
  - 箱入りポーション発売
- 1978年（昭和53年） - 新幹線でスジャータが正式採用
- 1979年（昭和54年）
  - 株式会社九州めいらくを設立
  - コーンポタージュ発売
- 1980年（昭和55年） - 茶色のポーション開始
- 1981年（昭和56年） - 愛知県大府市に大府工場竣工
- 1983年（昭和58年） - 「スジャータフレッシュボトル生」 新発売
- 1986年（昭和61年） - 「スジャータラブリーポット」 新発売
- 1987年（昭和62年） - 千葉県佐倉市に千葉工場竣工
- 1988年（昭和63年） - 「ニュースジャータ 3ml」新発売コーヒーが冷めにくい小さいタイプ
- 1990年（平成2年）
  - 「蓬莱」（現めいらくアホエン）を配布開始
  - 業界初チルドのレギュラーコーヒーを発売
- 1996年（平成8年） - 株式会社めいらくコーポレーションを設立
- 2000年（平成12年） - 全工場　ISO9002取得
- 2001年（平成13年）
  - TOMIスジャータミディアムアイス発売
  - 「フレーバースジャータ」新発売
- 2003年（平成15年） - 「豆乳スジャータ」新発売
- 2005年（平成17年） - 2005年日本国際博覧会（愛・地球博）に「スジャータカフェ」を出店
- 2006年（平成18年）
  - 山東省日照市に日照工場竣工
  - 乳脂肪45%の贅沢な 「スジャータプレミアム」新発売
- 2007年（平成19年） - 故日比孝吉会長が旭日小綬章を受章
- 2009年（平成21年） - 世界パティスリー2009を支援
- 2013年（平成25年） - グループを統括する持株会社としてスジャータめいらく株式会社を設立[WEB 1]
- 2014年（平成26年）
  - 「TOMIスジャータシルクアイス」が日食優秀食品機械賞を受賞
  - 千葉工場ISO22000取得
- 2015年（平成27年） - 「エキストラバージンココナッツオイルスジャータ」 新発売
- 2016年（平成28年）
  - スジャータＣＭメロディが「音商標」に正式登録
  - 第24回世界料理オリンピック開催、日本代表チームを支援
  - スジャータ発売40周年を迎える
  - RSPO (持続可能なパーム油のための円卓会議)に入会 ※2020年より運用開始
- 2017年（平成29年）
  - 創業者・日比孝吉が死去[WEB 1]
  - 本社工場　大府工場ISO22000取得

- 2021年（令和3年） 
  - 3月23日が 「スジャータの日」に記念日登録される
  - 業界初 業務用 ECO スジャータを発売 (ポーション容器の一部にバイオマス素材を配合)
- 2022年（令和4年） - スジャータP 誕生花 ECOを発売 (液体コーヒーフレッシュポーションの分野で初の紙包装を導入)
- 2026年（令和8年） - スジャータ発売50周年

### 一部製品への過酸化水素混入事故
1987年11月、大府工場において一部の製品に容器滅菌用途の過酸化水素が混入し流通、出荷済全製品の回収がなされ工場は数日間操業停止となり、事故として新聞やテレビなどで大々的に報じられた。

### 仙台営業所における過労自死
2009年、仙台営業所において、1日15時間を超える長時間労働や「鬼10則」と呼ばれる精神的圧力などの過酷な労働環境から従業員が過労自殺し、2010年に労働災害と認定された。

## 主な製品

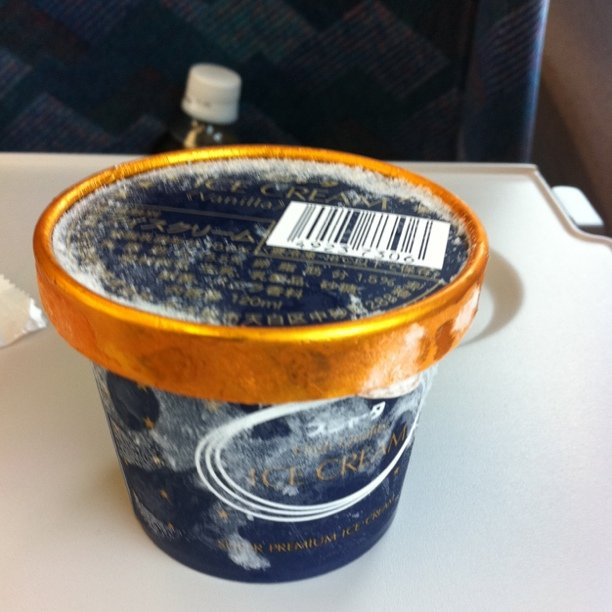
スーパープレミアムアイスクリーム（2010年）

- スジャータ コーヒーフレッシュ（詳細は下記「スジャータ」に記載）
- スジャータホイップ（ホイップクリーム）
- スジャータ 乳製品を使っていない豆乳入りホイップ
- フルーツフェスタ（果汁飲料）
- きくのIFCコーヒー（家庭用ドリップバッグシリーズ、同レギュラーコーヒー、業務用レギュラーコーヒーシリーズ、業務用アイスコーヒー=リキッドタイプ）
- スジャータ 有機豆乳
- スジャータ コーンクリームポタージュ 粒入り（紙パック入りコーンスープ）
- スジャータ セノビック ミルクココア味

2024年9月発売。ロート製薬が発売する「セノビック」とのコラボレーションによるココア飲料。そのため、パッケージには「スジャータめいらく」のロゴに加えて「ROHTO」のロゴ（同年6月制定の4代目CIロゴ）も表記されている。
- めいらく牛乳（業務用商品）
- スジャータ スーパープレミアムアイスクリーム（業務用商品）

新幹線の車内販売での定番商品として広く知られている。一般的なアイスクリームに比べて極端に固いことから「シンカンセンスゴイカタイアイス」という俗称がある。JRの新幹線以外でも取り扱っている列車は存在する（近鉄特急の一部列車など）
- TOMIスジャータ ミディアムアイス・シルクアイス（業務用商品）

ラクトアイスをソフトクリームのコーンに盛り付けられるよう改良したもの。カートリッジ式のアイスの入ったカップに、専用のディスペンサーで圧力をかけて、コーンの上に絞り出せるようになっている。
- スジャータ　ざくろ100%

日本食糧新聞社の令和5年度「第42回食品ヒット大賞」にて優秀ヒット賞を受賞。
- スジャータ のむアサイーボウル

『日経トレンディ』2025年6月号の『2025年上半期ヒット大賞＆下半期ブレイク予想』にて、飲料部門の『2025年上半期ヒット大賞』を受賞。

### スジャータ
初代「褐色の恋人 スジャータ」は1976年（昭和51年）3月23日 に発売された。
商品名の由来は、仏典に登場する釈迦牟尼に乳粥を差し上げた少女の名「スジャーター」からである。
現在のポーションタイプ「スジャータP」は1977年（昭和52年）3月に発売、その後東海道・山陽新幹線「ひかり」で採用され全国へ広まった。植物性脂肪シリーズと乳脂肪シリーズがある。
容器アルミ蓋のデザインも大きな特徴である。この印刷には、どこを使っても同じ柄になる一般的な「エンドレスデザイン」ではなく、コストはかかるものの容器一つ一つに個別のデザインを施すことができる「ピッチデザイン」という手法を採用。
この手法により、366種類の誕生花をはじめ、過去には日本の昔話、健康体操エクササイズ、大相撲の決まり手といった多彩なデザインが展開されてきた。
その後、コーヒーフレッシュ以外の商品でも「スジャータ」がブランドとなり、配送トラックに「スジャータ」と大きく描かれていたり、ラジオ時報CMでも「スジャータ」を強調している。同社の公式サイトのドメイン名も「sujahta.co.jp」である。
また、日本においてトラックの進行方向に対して右側面に書く文字を現代の横書き文字とは逆方向に書く風習があるが、同社の配送トラックでもそれに漏れず進行方向に対して右側面は「ターャジス」などとに書かれており一つの名物となっている。また、この風習を語る際の代表例として取り上げられることもある。しかし、2015年12月より導入開始された同社のイメージキャラクター（スジャータ坊や）が描かれたデザインの配送トラックでは右側面の文字が「スジャータ」となっており、2018年以降導入する新車ではスジャータ坊やが描かれていないトラックでも右側面の文字が「スジャータ」などと一般的な横書き表記に改められており姿を消しつつある。なお、2022年現在も同社の公式サイトにて「ターャジス」表記の配送トラックが写る写真が残っている。

### 無臭・生にんにくめいらくアホエン
1987年（昭和62年）より無臭にんにくの研究を開始した。
アホエンとは、生にんにくをすり潰すと有効成分アリインがアリシンに変化し、ここに油を混ぜることで生成する。アリシンに比べ安定しているだけでなく、無臭であり有効性も高いとされている。
この方法は「ニンニクの加工処理方法及びアホエン含有油脂の製造方法」として、日本、アメリカ、EU、中国で特許取得している。
かつては、アホエンを含有するソフトカプセル「めいらくアホエン（旧蓬莱）」を希望者に無料でサンプル配布していた。継続する場合は「めいらく健康と長寿の会」に入会すると、年会費1,800円で1年間定期的に届くというシステムであった。なお2014年7月より新規入会の受付を中止している。

## 工場・営業所
本社工場
愛知県名古屋市天白区中砂町310（名古屋製酪株式会社本社内）
大府工場
愛知県大府市横根町坊主山1-118
千葉工場（東京めいらく所属）
千葉県佐倉市大作1-5-1
日照工場
中国山東省日照市開発区上海路603号
営業所　
全国に70箇所

## 研究所
中央研究所
研究開発室、バイオ開発室、調理加工食品開発室、コーヒー開発室、ラトリア（洋菓子）開発室
波動医科学総合研究所
名古屋本社、東京分室（大塚、1996年（平成8年）設立、大阪分室、広島分室
創業者の日比孝吉（2017年（平成29年）に88歳で死去）によって1994年（平成6年）に設立された、「波動」の研究機関。60名の所員を擁し、MRA、LFT、LFA、BICS、MIRS、QRSといった「波動測定器」を用いて社員の健康状態や自社製品を検査している。同所の訓示には医療行為や薬事法に抵触する行為を禁ずる心得の張り紙がある。日比の信仰する天理教には「病は諭し」（病には必ず原因が存在する）という教えがあり、船井幸雄の唱える波動に関心を寄せていた。

## オリジナルキャラクター

### スジャータ坊や
漫画家おおば比呂司が考案したスジャータめいらくグループのイメージキャラクター。
TVCMで活躍し、LINEスタンプも発売されている。
年齢：8歳
性格：明るく陽気、かぞく想い、食いしん坊
特技：料理のお手伝い全般（特にホイップの泡立て）、スジャータを注いで、ラテアートのまねごと
好きな遊び：かくれんぼ
チャームポイント：赤いほっぺ、大きな口、黄緑のおしゃれスカーフ
口ぐせ：「スジャータ入れた？」、スジャータメロディ鼻うた
好きな食べ物：アイスクリーム、ジュース、コーンポタージュ

## CM

### テレビCM
以前は歌手の藤山一郎をイメージキャラクターに起用した「スジャータ」のCMやミヤコ蝶々が出演した「ラトリア」のCMが放映されていた。2016年7月からぐっさん家（東海テレビ）の番組を提供。

#### 時報CM
1980年代にCBCテレビが「東芝日曜劇場」直前に放送しており、直後が東芝日曜劇場の際は冒頭の東芝のCMに余韻が残る形となった。2018年（平成30年）4月7日より中京テレビ（中京広域圏）にて、2012年（平成24年）に終了（下記参照）していた時報CMを復活した。毎週土曜日の20時59分45秒から15秒のCMを放送している。地上デジタル放送特有の遅延があるため時報音は挿入せず、『まもなく9時です』のナレーションとテロップを挿入している。その後は、中京広域圏の他局（CBCテレビの土曜22時、日曜21時〈日曜劇場の直前〉等）に拡大している。2021年10月2日からは日本テレビ（関東広域圏）においても、中京テレビと同時刻同内容の時報CMの放送を開始している。

### ラジオCM（時報CM）
かつては全国の民放ラジオ局でラジオ時報CMを放送していた。特に主要都市圏のAMラジオ局では約35年間に渡って放送されていたこともあり、時報CMとしての知名度は高かったが、会社の事情によりいずれの局も2012年（平成24年）12月31日深夜（翌年1月1日4時放送分まで）に終了した。
なおAMラジオ局6局での後継は、同社と同じ名古屋市と縁が深いユニーグループ・ホールディングス（ユニー、サークルKサンクス）で、2013年（平成25年）から時報CMの放送を開始したが、2016年（平成28年）3月31日のCBCラジオを最後に全ての局での時報スポンサーを撤退している。
また2007年（平成19年）4月から6年の間、JFN系列各局でも土曜14:00 - 翌4:00・日曜14:00 - 放送休止時刻（局により異なる）の時間帯に時報CMを放送していたが、こちらも2012年（平成24年）12月をもって終了した。
時報CMを放送したことがない東海ラジオでも、時報前に局名IDとのセットによるスポットCMが放送されていたが、2017年（平成29年）の秋の改編をもって終了となった。
- 北海道放送（北海道）
- 東北放送（TBC、宮城県）
- 文化放送（QR、東京都）
  - 日曜（土曜24時から月曜の放送開始まで）は放送なし[注釈 2]。
- 中部日本放送（愛知県）
- 毎日放送（大阪府）
- RKB毎日放送（福岡県）
- JFN系列各局

また、2005年（平成17年）2月25日 - 9月25日には愛・地球博のイベント放送局「FM LOVEARTH」でも同社による時報CMを放送していた。ただしこの局用に独自に制作されたものであり、時間帯によって3パターン用意されていた（7時 - 11時・12時 - 17時・18時 - 24時）。何れも最後に他のラジオ局と同じメロディで“スジャータ”と1回シャウトが入る。

#### 時報パターン
「スジャータ♬」と2回繰り返し歌うCMソングに続くパターンはこれまで3種類（時期によっては6番・7番を追加）だったが、2011年（平成23年）10月1日放送分より従来の女声合唱団のコーラス部分に子供の歌声を合わせた「めいらくグループバージョン」が加わり、5種類となった（オンエアパターンは局により異なる）。なお3拍子のワルツ風ではなく4拍子に改変された上での「スジャータポタージュ」のバージョンもあり、この場合は「生です」と女声で言ってから1と同様「スジャータが〇時・・・」となった。
1. 「コーヒーにスジャータ。」（女性）、スジャータが○時をお知らせします（男性）。（基本形）
2. スジャータのめいらくが○時をお知らせします。
3. スジャータのめいらくグループが○時をお知らせします。
4. 褐色の恋人、スジャータのめいらくが○時をお知らせします。
5. 褐色の恋人、スジャータのめいらくグループが○時をお知らせします。
6. ただ今、フレーバースジャータキャンペーン実施中。
7. チルド売り場のスジャータに、きくのIFCコーヒーがついてくるお試しキャンペーン実施中。

### 備考
CMソング「スジャータ」は、青山八郎作曲。本来は1976年（昭和51年）の発売開始の際、藤山が出演するテレビCMのために作曲されたものである。公式サイトの特集ページで、CMソングのロングバージョンとショートバージョンを聴くことができる。
なお、藤山はこのCMで「コーヒー・紅茶に褐色の恋人」というキャッチコピーを述べていた。また、テレビにおいても時報前を含めたCMを流していた時期があった。
2016年、楽曲が「音商標」として登録された。